# Грозний

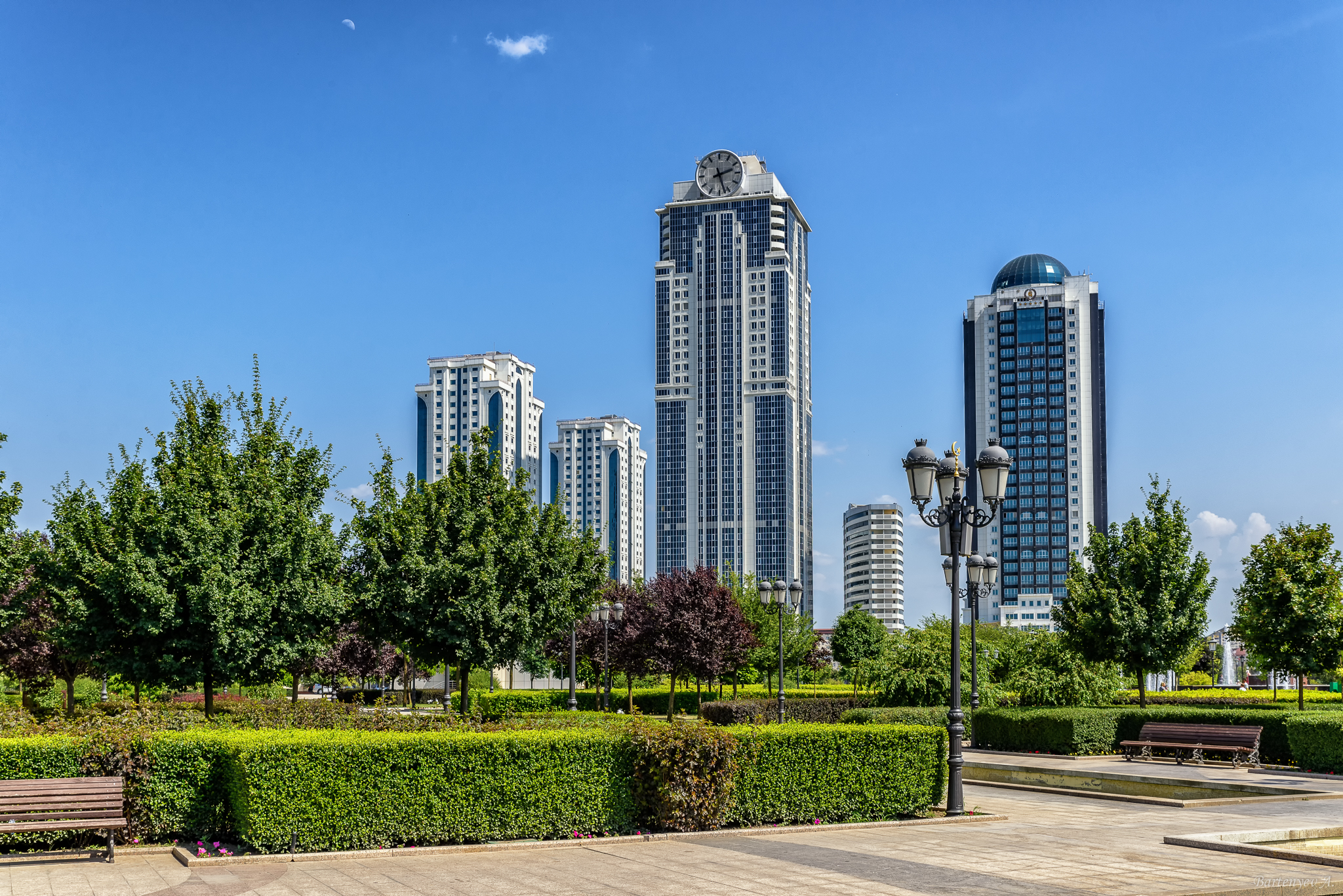
Комплекс «Грозний-сіті»

Гро́зний (чеч. Соьлжа-ГӀала, Sölƶa-Ġala; рос. Грозный) — місто на Північному Кавказі, розташоване на обох берегах річки Сунжі, притоки Терека, столиця Чеченської Республіки Російської Федерації. У 1990-х місто було столицею Чеченської Республіки Ічкерія і з 1996 року владою Ічкерії було перейменовано на Джохар (чеч. Джовхар-ГӀала, Dƶovhər-Ġalə). У 2000 році місто окупували російські війська. Сильно постраждало у ході воєнних дій під час Першої та Другої чеченських воєн, наразі активно відбудовується. Населення — 333,6 тис. жителів (2024).

## Історія
У I тис. н. е. і в період середньовіччя в басейні річок Терек і Сунжа розташовувалися великі міста, які, однак, краєзнавцями локалізуються неоднозначно. У давньоруських літописах і літописі Грузії Картлис Цховребе (груз. ქართლის ცხოვრება) згадуються великі міста: Тедяков (Ельхотовські ворота), Магас (поселення Алхан-юрт) і Сунжа (р-н Грозного). У VIII—XII ст. рівнинна частина сучасної території Чечні входила до складу Аланського царства. У горах і на рівнині мешкали прямі предки чеченців — племена нохчі. Відомо, що в 1268 році син Володимирського князя Андрія Боголюбського, убитого під час змови, втікав до родичів своєї матері-ясинки до Сунжі. З початку XIII ст. вся рівнинна територія історичної Чечні, як і весь Північний Кавказ, опинилася під владою Улус Джучі. У 1238 р. військо Менгу-хана захопило столицю Аланського царства, Магас. Північно-Кавказький регіон (Верхній і Нижній Джулати) із центром в Татартупі (Ельхотовські ворота) став захисним улусом Орди. Вже в XIV ст. тут розвиваються великі міста з різнонаціональним населенням і через них проходять караванні шляхи. В 1395 року в районі злиття річки Сунжа з Тереком (ст. Іллінська) стає місцем зіткнення двох могутніх армій і полководців: Тохтамиша і Тамерлана. Після розгрому Улус Джучі полчища Тимура пограбували багаті міста на рівнинній частині Північного Кавказу. Чеченці (вайнахи), надаючи Тимуру запеклий опір, пішли в гори, але загони Тимура прочісували ущелини і брали в полон тих, хто ховався у баштах. Господарству і населенню краю було завдано серйозної шкоди. Після смерті Тимура в 1405 році його держава розпалася, але район Терека і Сунжа ще надовго залишався місцем походів для кочівних борганських і ногайських племен.
До кінця XV ст. існувала держава Сім-Сір, утворена чеченцями. У другій половині XVI ст. рівнинна частина Чечні поступово починає освоюватися чеченцями, спершу в басейні р. Аргун, а потім і р. Сунжі, де знову виникли поселення, назви яких відображені в топоніміці. В ті часи найважливіше значення в торгово-економічних зв'язках між Московією, народами Кавказу і країнами Сходу набула «Османова дорога», яка йшла від Криму до Ірану. Найважливішим стратегічним пунктом цього торгового шляху став Сунжанський, або «Османів», перевіз — перехід через річку Сунжу, який, судячи за всіма описами, знаходився на місці сучасного м Грозного. Він став найважливішим на Північному Кавказі вузлом торгових шляхів, яким він залишався аж до кінця XVII ст. В результаті район сучасного Грозного, населений чеченцями, стає до кінця XVI ст. найважливішим стратегічним центром та торгово-економічним в політичному житті чеченців. В цих умовах в XVI ст. частина рівнинних земель потрапляє в певну феодальну залежність від завойовників, де чеченці запрошують на правління сусідніх князів: в західних районах кабардинських князів, на сході утворюється Терецький шамхал. Після захоплення у 1556 року Московським царством Астраханського ханства в північно-східних степах Кавказу з'являються поселення вільних козаків із Волзьких земель, які невдовзі будують московські фортеці та ін. укріплення. В 1567 році засновується козацьке поселення — станиця Червлена, а в 1569 році станиця Щедринська. У 1578 році московські війська займають Сунжу, у відповідь проти них вийшли війська кримського хана Магомед-Ґірея (1579) і османські війська на чолі з Осман-пашою (1582). Царський уряд заперечував, те що на узбережжі Терека знаходяться московити, оправдовуючись тим, що то розселилися лише біженці, відповідно Московське царство не несе відповідальності за них. Документи XVI ст. все ж показують, що в період після спалення Москви татарами, козаків до себе узяв під свою опіку чеченський володар із Аккинського гірського тукхума. У 1589 р в чеченці отримали грамоту від московського царя про обіцянку «захисту» царським військом, за умови збройної допомоги з московськими ворогами та з вимогою не вступати з ними в союз. В 1588—1589 рр. у впадині р. Терек заснована нова московська фортеця — Терецьке містечко. На наступний рік відновлюється Сунжанський острог, поблизу якого поселяються московитські козаки.
З другої половини XVII ст., внаслідок перенаселеності гірського масиву і браку земельних ділянок, почалося активне переселення чеченських тукхумів на рівнину і освоєння басейну річки Сунжа. Переселяючись на рівнинні землі, чеченці спочатку утворювали невеликі компактні села з окремих більш-менш відомих однойменних тайпових (родових) тукхумів, причому деякі села на рівнині зберегли за собою назви тих тайпів, родоначальники яких були засновниками тих чи інших сіл в горах. У лівобережжі р. Сунжі, в її середній течії відомо більше 70 чеченських селищ, а в межах сучасних кордонів м. Грозного з'явилося близько 40 таких поселень, хутірців і виселок. У російських документах XVIII ст. вони значилися як володіння чеченських родів Айдемірова, Турлова, Казбулатових. Найбільш великими серед них були аули Алди і Сунжа, кількістю від 500 до 700 дворів. Згідно з документами середини XVIII ст. аул Алди розташовувався на землях Чорноріччя. Час його виникнення точно не встановлено, але вже в документах 1720 року на р. Сунжа згадується містечко Буюк-Кент (ототожнюється з Бугун-Юрт), що входило до тукхумів Алди. У 1732 р в Алда вперше зазначається «Реєстрі горянських власників».
Під час царювання Катерини II й Олександра I відбувається різке посилення військових вторгнень Російської імперії. Після низки договорів спричинених поразкою османців в російсько-турецьких війнах, у 1772 р. Османська імперія змушена була «відмовитися» від покровительства над гірськими народами Північного Кавказу, а Російська імперія поступово переходить до методу військової агресії, закабалення і утисків місцевих мешканців, а пізніше і репресій. За умовами Кючук-Кайнарджійського договору з османами 1774 року Російська імперія окупувала правий берег Кубані а також Кабарду. У 1784 році шейх Мансур підняв чеченців на боротьбу проти колонізаторської політики Російської імперії. Посланий для придушення повстання і полонення Мансура загін чисельністю в 2000 солдат з 2 гарматами, на чолі з полковником де Пієрі ввійшов до аулу, але застав його покинутим. Коли російські війська розграбували і спалили село, Мансур оголосив газават проти росіян. 6 липня 1785 року він зі своїми прихильниками завдав російському загону нищівної поразки. Однак пізніше, після спроби взяття форту Кізляр, його війська були розбиті. Протягом 1787—1791 років під час російсько-османської війни шейх Мансур переїхав до Адигеї, де своєю появою і перебуванням значно зміцнив пануючі ісламські традиції. Він організував силами адигейських і ногайських воїнів численні напади на російські гарнізони і форти, все ж вони часто були неуспішними. У червні 1791 року шейх Мансур був полонений російськими військами в османській фортеці Анапа на Чорному морі. Він був доставлений до Санкт-Петербурга і довічно ув'язнений. У квітні 1794 року помер у Шліссельбурзькій фортеці. У 1792 році почалася масова депортація чеченського народу на першому етапі переважно до Сибіру. У 1801—1810 після окупації Картлі-Кахетинського царства (Грузії) Російською імперією (початком окупації стало підписання Георгіївського трактат 1783) та Східного Закавказзя у 1803—1813 (Ґюлістанський договір 1813), завоювання Північного Кавказу для Російської імперії стало закономірністю. Депортація чеченців продовжувалася і під час Кавказьких війн (1785—1791, 1817—1864). Починається практика будівництва російських фортець з гучними назвами: «Грозная», «Внезапная», «Бурная».
У червні 1818 року, неподалік від чеченських селищ, на спорожнілій ділянці лівого берега р. Сунжі, напереріз вихідної для чеченців Ханкальської ущелини, було розпочато будівництво фортеці «Грозная», яке було закінчено через три роки. За наказом проконсула Кавказу Єрмолова війська під командуванням генерала Вел'ямінова в жовтні 1818 року зрівняли з землею селище Стара Сунжа (чечен. Соьлжа-юрт) і за рахунок зруйнованого села розширили кордони фортеці. Навколишні аули в спішному порядку були покинуті їх жителями, які пішли ближче до гір. На території покинутих чеченцями аулів і став пізніше розростатися м. Грозний (чечен. Соьлжа-ГӀала). Також у північній частині утворилася слобода гірських євреїв і вже до середини XIX ст. їхнє поселення розрослося в село.
Водночас в 1829 році імамом Шамілем було утворено Кавказький імамат (араб. إمامة القوقاز‎) об'єднаний із земель Дагестану та Чечні. Протягом Кавказької війни і після неї чеченці піднімали повстання проти російського свавілля і рабства. Так повстання відбувалися у 1825, 1843, 1864—1865, 1877—1878 рр. Після останніх двох повстань почалася масштабна депортація чеченців зі своїх історичних земель. Під час повстання у липні 1825 горяни на чолі з Бей-Булатом оволоділи постом Аммір-Аджа-Юрт та намагалися захопити фортеці Герзель і Грізний. Однак в 1826 році повстання Бей-Булата було придушене. Повністю Чечня стала окупована росіянами після взяття в полон Імама Шаміля в 1859 році. В той рік іманат припинив своє існування. У грудні 1859 року поселення Грозний було оголошено містом, а на наступний рік була утворена Терська область (Чеченський, Ічкерський, Інгуський і Нагорний округи), до якої увійшло і нове місто.
Місто бере свій початок від фортеці, заснованої за наказом російського воєначальника Олексія Єрмолова в ході Кавказької війни, пов'язаної з війною Російською імперії і її прибічників з числа корінних народів проти Персії і Османської імперії і їх прибічників з числа корінних народів на Північному Кавказі. Фортеця була заснована 1818 і названа Грозная, головне призначення якої полягало в тому, що вона блокувала чеченським горцям вихід на рівнину через Ханкальську ущелину. Фортеця входила у так звану Сунженську укріплену лінію. Тут проходили військову службу Михайло Лермонтов і Лев Толстой.
До 1870 року із остаточним завоюванням Кавказу росіянами, фортеця втратила стратегічне значення й була перетворена в окружне місто Терської області. 1893 у районі міста почато видобуток нафти, і Грозний став одним з найбільших промислових центрів Кавказу. У 1870-х, 1880-х роках в місті з'являються перші заводи і фабрики: борошномельні, цегляні, миловарні і сироварні; перші вулиці і цегляні будівлі. Промислова історія Грозного починається в 1890-х роках. У 1893 році на Грозненському пагорбі в 15 км від міста фірмою бакинського нафтопромисловця Ахвердова була пробурена перша нафтова свердловина. У травні 1893 року в Грозному була прокладена гілка Владикавказької залізниці. Вже до 1900 року в Грозному діяло чотири нафтоперегінних підприємства. Перший водопровід прокладений в 1910 році, а електрику проведено в 1912 році. У 1913 році майже в центрі міста в районі Беліковського моста відкриті нові родовища нафти.
Радянська влада була проголошена одразу ж після жовтневого перевороту, але вже в грудні «дика дивізія» захопила Грозний і сформувала Тимчасовий Терецько-Дагестанський уряд. В січні 1918 більшовики знову захопили місто і протрималися в ньому до квітня, аж доки до Грозного не наблизилась Кавказька армія генерала П. Н. Врангеля. З серпня по листопад 1918 року в місті проходили так звані «стоденні бої». 12 листопада 1918 року на чолі А. З. Дьяковим червоні козаки зняли облогу міста. 17 листопада в Дагестан увійшли османські війська, а до Грозного підійшла армія Денікіна. 4 лютого 1919 року біла армія зайняла Грозний. 14 лютого в Грозному з'явилися «губернатор» і «командувач військами», призначені Горським меджлісом, і побажали вступити в управління містом і краєм. В той період чеченці розділялися на 2 групи — ті що підтримували більшовиків і ті, що підтримували білу гвардію, що суттєво ускладнювало обом групам ухвалити спільні рішення. Під час візиту представникам було сказано, що Добровольча армія не визнає Горського уряду. Двічі призначався з'їзд чеченських представників в Грозному, але не відбувся через відмову аулів Гойти і Шалі, які тримали сторону більшовиків і прихистили розбитих червоних, надіслати своїх представників. Переговори зайшли в глухий кут, тому що Гірський уряд вимагав передати йому владу на Північно-Східному Кавказі, спираючись при цьому на підтримку англійців і азербайджанців, а білі вимагали відставки цього уряду і пропонували зібрати з'їзд, який би обрав помічника голови у справах горців і членів ради при голові уряду. Горянам Денікін обіцяв автономію. Але більшовицька агітація і бездіяльність емісарів Горського уряду привели до хвилювань в Чечні — знову було перервано залізничне сполучення з Петровському, так як чеченці підірвали два ремонтні потяги. Починалося повстання, центром якого став аул Гойти. В 20 числах березня почалися бойові дії поміж білогвардійцями і більшовиками, які закінчилися поразкою червоноармійців. 9 квітня було ухвалене рішення влаштувати переговори, а біла гвардія знову осіла в Грозному. 11 квітня в Грозному відкрився «З'їзд чеченського народу», на якому після короткої наради умови Денікіна про видачу червоноармійців були прийняті. Денікіну вдалося на деякий час припинити бойові дії і відновити рух залізниці. Однак більшовицькі комісари сховалися в гірських районах, де дочекалися приходу Червоної армії в березні 1920. В травні почалася підготовка до штурму Грозного, а в серпні владу у місті захопили більшовики.
В кінці 1920 і початку 1921 років в передгірних і гірських районах Північного Кавказу були організовані дві нові радянські автономії — Дагестанська АРСР і Горська АРСР. При цьому Горська АРСР була розділена на 7 національних округів, одним з яких став Чеченський національний округ з центом у м. Грозному.
Із встановленням радянської влади 30 листопада 1922 місто стало центром Чеченської автономної області, виділеної з Горської АРСР), з 15 січня 1934 — Чечено-Інгуської автономної області, яка 5 грудня 1936 була перетворена у Чечено-Інгуську АРСР.
Більшовицька політика колективізації швидко розчарувала місцеве населення у радянській владі, після чого почалися масові повстання в Чечні. Наприкінці 1930-х радянським урядом були розпочаті масові репресії та «генеральна операція по винищенню антирадянських елементів», проведена органами НКВС у липні 1937 року, під час якої в Чечено-Інгушетії були заарештовані 14 тис. чол., з яких більшість було розстріляно та закатовано а потім поховано в спільній могилі на Терському хребті. В той період фактично були знищені майже всі керівники від районного до республіканського рівня, що привело до помсти обуреного народу і низки повстань. Найбільшим було повстання, організоване випускником комуністичного університету працівників Сходу Хасаном Ісраїловим, розпочате взимку 1940. Маїрбек Шеріпов оголосив війну СРСР 22 червня 1941 року. У лютому 1942 його загін атакував Шатой, Хімох, Ітум-Кале. Вони об'єдналися з армією Ісраїлова в очікуванні підходу німців. У сусідньому Дагестані бунтівники також атакували Новолакську й Ділім. У деяких областях аж до 80 % з чоловіків були залучені до повстання. Відомо, що радянський Союз використовував бомбардувальники проти бунтівників, викликавши втрати передусім серед цивільного населення. Німецька операція «Шаміль» передбачала висадку десанту в декількох районах Чечні, координуючи контакти з бунтівниками. 25 вересня 1942 року німецькі парашутисти приземлилися в Дачу-Борзой і Дуба-Юрт і захопили Грозненський нафтопереробний завод, щоб запобігти його руйнуванню при відступі червоної армії. Потім вони об'єдналися з бунтівниками, намагаючись утримати цей завод до підходу 1-ї німецької танкової армії. Проте, 25–27 вересня 1-й німецькій танковій армії було завдано поразки й саботажники були вимушені відступити.
Повстання Хасана Ісраїлова провокувало багатьох чеченських і інгуських солдатів дезертувати з лав червоної армії. Деякі джерела стверджують, що кількість дезертирів серед горян сягнула 62 750, перевищивши кількість горян у червоній армії. 25 грудня 1944 року в перестрілці з підрозділами внутрішніх військ Хасан Ісраїлов був убитий. Після німецького відступу з Кавказу чеченці й інгуші були  насильно переселенні до Казахської РСР, що призвело до великої кількості смертей серед депортованих. Деякі бунтівні групи залишилися в горах і продовжували чинити опір. Бунтівні групи були також сформовані в Казахській РСР. З боку радянської влади були вчинені військові злочини, найвідоміший з яких — Хайбаська різанина (аул Хайбах). 27 лютого було спалено живцем близько 700 осіб. Також історики та тогочасні виживші очевидці стверджують, що більше 6 000 горців були розстріляні, спалені, або втоплені в озері Галанчож. Починаючи з 23 лютого 1944 року, за кілька тижнів в цілому було виселено 493 269 чол., для транспортування яких було надано 180 ешелонів. У дорозі народилися 56 немовлят, померли 1272 людини. На нових місцях переселенці опинилися без засобів для існування і житла. Лише в перші місяці загинуло понад 200 тис. людей. За перебігом виселення чеченців та інгушів стежив особисто Й. Сталін.
У березні 1944 року Чечено-Інгуська АРСР була розформована, і 7 березня місто стало центром Грозненського округу в складі Ставропольського краю, 22 березня 1944 — центром Грозненської області.
У 1956 році з депортованих чеченців і інгушів був знятий ряд обмежень, висланих в 1944—1948 роках до Казахської, Киргизької, Таджицької та Узбецької РСР. Відповідно до указу, чеченці й інгуші звільнялися з-під адміністративного нагляду, але не мали права на повернення майна і на повернення на батьківщину. Однак, тисячі засланих почали стихійне повернення в рідні місця. Вже до грудня 1956 на Північний Кавказ повернулося бл. 11 тисяч осіб. З прибулих на батьківщину до літа 1957 року чеченських і інгуських сімей тільки п'ята частина була забезпечена житлом, а інші були розміщені на підселення, в громадських будівлях або не пристосованих для житла приміщеннях — в тому числі в землянках або просто на вулиці, або на деревах. Більшість же тих, чиї будинки не були зруйновані в 1944—1957 роках, намагалися повернути їх іноді і силою. На цьому ґрунті виникали численні локальні конфлікти, аж до кровопролиття. Чеченці вважали росіян окупантами, що жили на викраденій землі. Варто зазначити що інгушів та чеченців поселяли поруч, вважаючи на давню історичну ворожнечу, таким чином спровокувавши боротьбу поміж етнічними групами за житло, роботу, ін. 9 січня 1957, після реабілітації чеченців і інгушів Чечено-Інгуська АРСР була відновлена, а Грозному повернено статус столиці автономії.
Наприкінці серпня 1958 року в місті почалися масові заворушення на національному ґрунті. Після того як росіянин на підпитку намагався принизити інгуську дівчину, почалася бійка, яка переросла в різанину і закінчилася смертю одного з росіян. Невдовзі росіяни в центрі міста організували 10-тисячний мітинг на якому вимагали повністю встановити російський контроль в Чечні, поновлення в республіці обласного статусу та обмеження чисельності чеченського населення до 10 %. Власне, під час протестів чеченський та інгуський народи не проявляли ніякої агресії, а вимоги росіян не були прийняті до уваги. Все ж після того як мітинги перейшли в рішучі дії, під час яких росіяни захопили залізничну станцію та почали грабувати адмінбудівлі, органи КДБ і МВС із залученням спецгруп із Москви та ближніх республік та областей, перейшли до так-званої «фільтрації», а новий регіональний уряд згодом ухвалив рішення назвати події терористичним актом, організований турецькими агентами. Пізніше закінчилося все тим, що чеченцям та інгушам була обмежена прописка в республіці, а згідно цього створилися проблеми з працевлаштуванням на заводи та ін. Чеченцям доводилося існувати на доходи від натурального господарства і відхожих промислів — робота на Півночі (звідси великі чеченські громади в Тюменської області) та стихійні будівельні бригади. В АРСР було запроваджено режим надзвичайного стану, який відмінили лише у 1976 році.
В подальший період радянської влади республіка була однією з найбідніших й існувала лише на дотації з Москви. Власний нафтовидобуток зберігався на досить низькому рівні, а інших природних ресурсів не було взагалі. Промисловість (нафтопереробка) практично вся була зав'язана на привізну нафту — з Азербайджану і Західному Сибіру. Не маючи змоги жити і працювати в місті, чеченці жили власним патріархальної життям. Чеченська національна номенклатура була цілком задоволена своїм становищем при владі, тому лідери націонал-радикалів могли з'явитися лише з боку — серед тих, хто зробив кар'єру поза Чечено-Інгушетією. Серед них були такі, як Зелімхан Яндарбієв, діяч Спілки письменників, поет «робочих» — типова особистість для національних рухів того часу. Яндарбієв переконав у необхідності повернутися на батьківщину і очолити національний рух єдиного в радянській армії етнічного чеченця-генерала Джохара Дудаєва, який командував в Тарту (Естонія) дивізією стратегічних бомбардувальників. Серед молодих активістів національного руху були і ті, хто здобув освіту в Москві, познайомившись тут з самвидавом, але не встиг влитися в місцеву номенклатуру. 27 листопада 1990 була заявлена ідея створення чеченського держави «Нохчі-Чо» і виходу її не тільки зі складу Росії, але і з СРСР. Верховна Рада Чечено-Інгушської АРСР, обрана у березні 1990, прийняла Декларацію про державний суверенітет Чечено-Інгушської Республіки.
З падінням радянської влади, 1 жовтня 1991 Загальнонаціональний конгрес чеченського народу під керівництвом Джохара Дудаєва оголосив про поділ Чечено-Інгушетії на суверенну Чеченську республіку Ічкерію, столицею якої стає Грозний. Звісно що Чеченська республіка не була визнана Російською федерацію, яка 1994 року розв'язала тривалу війну проти неї. На початку російського вторгнення Шаміль Басаєв, лідер повстанського руху Чечні, оголосив Росії джихад. З 1994 по 1996 місто тричі ставало ареною запеклих воєнних дій, в результаті яких сильно було пошкоджено, були вбиті бл. 120 тис. мирних мешканців не рахуючи повстанців. Наприкінці 1994 року місто було захоплено російськими федеральними військами, але в 1996 було відвойовано чеченськими військами (операція «Джихад»). У період 1996—1999 років Чечня була фактично незалежна від Росії.
У 1998 парламентом Чеченської республіки місто було перейменовано у Джохар (чеч. Джовхар-ГІала, Dƶovhər-Ġalə) на честь загиблого у першій чеченській війні президента Чеченської республіки Джохара Дудаєва. Проте рішення парламенту не було визнано російською владою, і з захопленням Грозного російськими військами 2000 року місту була повернена первісна назва. Ця назва була визнана і призначеним Указом Президента Російської Федерації головою адміністрації Чеченської Республіки Ахматом Кадировим. Пізніше, 2003 року, Ахмат Кадиров був обраний Президентом Чечні, який в 1999 році перейшов на бік росіян. В 2004 року був ліквідований у Грозному в результаті вибуху, відповідальність за який взяв на себе повстанець Шаміль Басаєв.
У 2007 році президент ЧРІ Доку Умаров оголосив про скасування незалежної республіки і перетворення її на «Вілайєт Нохчійчо Імарату Кавказ». На проголошення Імарату швидко відреагував один з впливових діячів чеченської політичної еміграції Ахмед Закаєв, який екзильному уряді ЧРІ очолював Міністерство зовнішніх справ. Закаєв, що на той час знаходився у Лондоні і звідти звернувся до чеченських підпільників та політиків із закликом залишатися вірними «екзильному урядові» та ізолювати законного аміра Умарова від влади. Також Закаєв звинуватив Умарова у спробі перетворити чеченський визвольний рух в «терористичну організацію». Такі вимоги Закаєва не підтримали більшість повстанців Кавказу, які звинуватили його в зраді.
У 2007 році Президентом Чеченської республіки був призначений Москвою кандидат від партії «Единая Россия» Рамзан Кадиров, якого неодноразово звинувачували у порушеннях прав людини. Контроверсійними є участь Кадирова в організації примусових зникнень і тортур у Чечні та масових порушення прав ЛГБТ-спільноти, а також роль підзвітних йому військових формувань в російській агресії у війні на сході України. Активні військові дії припинилися лише у 2009 році, під час яких загинуло 16 299 осіб.
18 березня 2014 року кавказьке підпілля оприлюднило заяву про загибель Доку Умарова. Його наступником на посаді верховного аміра Імарату Кавказ став Алі Абу Мухаммед (Аліасхаб Кебєков). Починаючи з листопада 2014 року низка польових командирів середнього рівня (аміри джамаатів) вийшли з-під присяги Алі Абу Мухаммеду (Аліасхабу Кебєкову) і присяглися на вірність лідеру Ісламської Держави (ІДІЛ) Абу Бакру аль-Багдаді. Верховний амір Імарату Кавказ Алі Абу-Мухаммад звинуватив таких командирі у зраді, засудив і розкритикував керівництво ІДІЛ за методи й засоби боротьби та звинуватив Абу Бакру аль-Багдаді у привнесенні розколу в лави кавказького підпілля.
В період з травня 2014 по квітень 2015 під час російсько-української війни на Сході України на боці сепаратистів воював окремий чеченський батальйон «Смерть», сформований з ветеранів «силових структур Рамзана Кадирова», які брали участь у боях за донецький аеропорт і в боях за Іловайськ. На рахунку чеченських бойовиків купа звірств, грабежів, вбивств, зґвалтувань, ін. Станом на сьогодні чеченські бойовики воюють у складі інших терористичних батальйонів, які фактично належать до «кадирівських» батальйонів «Север» та «Юг». Водночас на боці України в добровольчих загонах поруч з українцями захищають цілісність країни чеченці з добровольчих батальйонів «Кавказ», «ім. Джахара Дудаєва» та «ім. Шейха Мансура».
У 2017 році Рамзан Кадиров був занесений Міністерством США до санкційного «Списку Магнітського» за звинуваченнями у персональній участі Кадирова в репресіях, тортурах і убивствах проти свого народу.

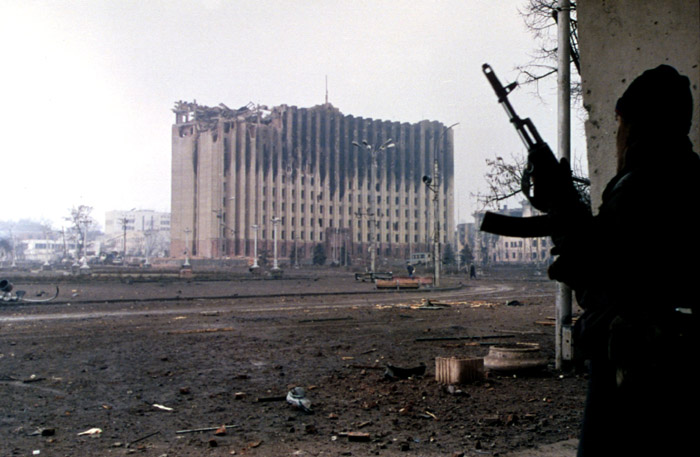
Зруйнована після бойових дій 1994 року будівля чеченського уряду

Час-від-часу в місті спалахують антиросійські виступи і навіть бої, хоча президент Чечні Рамзан Кадиров постійно рапортує про повний контроль над ситуацією.

### Бої 4 грудня 2014 року
4 грудня 2014 року бойовики з числа прихильників Кавказького емірату влаштували бої в будинку Преси.

## Населення
|      | Населення | Чеченці | Інгуші | Росіяни | Українці | Вірмени |
| ---- | --------- | ------- | ------ | ------- | -------- | ------- |
| 1897 | 15.564    | 3.2 %   | 0.1 %  | 66.5 %  | 6.2 %    | 2.3 %   |
| 1926 | 97.087    | 2.0 %   | 0.1 %  | 70.2 %  | 8.0 %    | 6.0 %   |
| 1939 | 172.448   | 14.0 %  | 0.7 %  | 71.0 %  | 2.3 %    | 4.6 %   |
| 1959 | 251.718   | 6.7 %   | 1.0 %  | 78.1 %  | 3.1 %    | 4.6 %   |
| 1970 | 341.259   | 17.4 %  | 3.5 %  | 67.1 %  | 2.4 %    | 3.9 %   |
| 1979 | 374.611   | 24.2 %  | 4.8 %  | 59.9 %  | 2.3 %    | 3.7 %   |
| 1989 | 397.258   | 30.5 %  | 5.4 %  | 52.9 %  | 2.4 %    | 3.6 %   |
| 2002 | 210.720   | 95.7 %  | 1.0 %  | 2.5 %   | 0.1 %    | 0.1 %   |
| 2010 | 271.573   |         |        |         |          |         |

## Освіта і культура
У місті діють вищі навчальні заклади — Чеченський державний університет, Нафтовий інститут імені М. Д. Міліонщикова, Педагогічний інститут, Грозненський російський драматичний театр імені М. Ю. Лермонтова, Чеченський державний драматичний театр імені Х. Нурадилова, Чеченська державна філармонія. 2008 року у Грозному була відкрита найбільша у Європі та в Росії мечеть «Сердце Чечні» імені Ахмата Кадирова.

## Спорт

#### Спортивні клуби
ФК «Ахмат» — володар Кубків Росії.

#### Спортивні споруди
«Ахмат Арена» — домашня арена футбольного клубу «Ахмат».
Фортеця «Грізна» — автодром світового рівня. Арена розрахована на 1600 глядачів. Відкритий 24 серпня 2015 року.

## Релігія

### Іслам

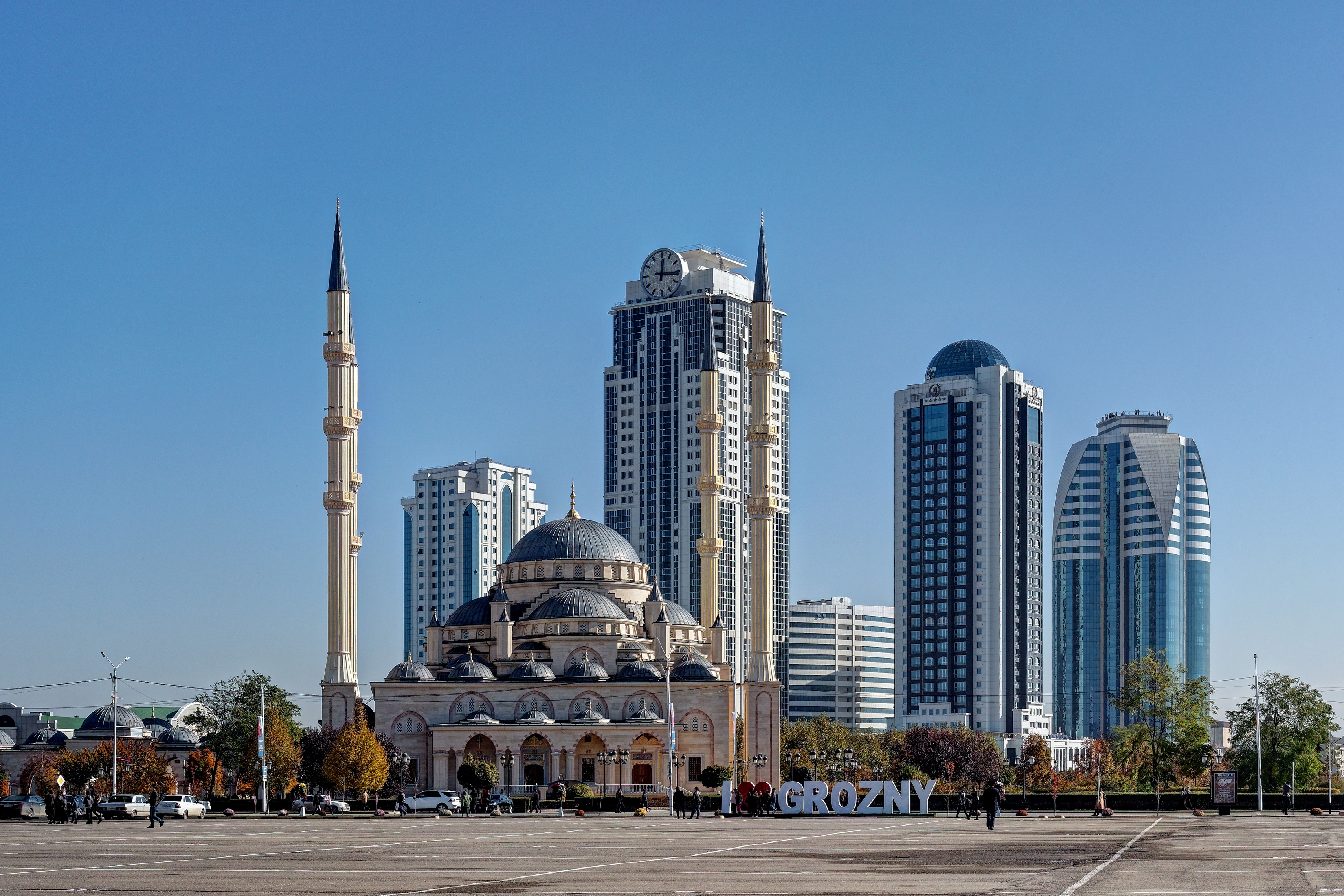
Мечеть «Серце Чечні».

Основною релігійною конфесією в місті, як і у всій Чечні, є іслам сунітського напрямку, який представлений у вигляді двох суфійських шкіл (тарікатів). 
Грозний є місцем перебування муфтіяту (духовного управління мусульман) Чеченської Республіки. У центрі міста до 2009 зведений ісламський комплекс загальною площею майже 14 гектарів. На його території знаходяться мечеть «Серце Чечні», офіс Духовного управління мусульман Чечні, Де розташована резиденція муфтія Чечні, Російський ісламський університет ім. Кунта-хаджі Кішієва, ісламська бібліотека, гуртожиток для студентів та готель. У мечеті є навіть власна теле-і радіостудія.

### Християнство
Також у Грозному присутнє християнство у вигляді православної громади. Місто — центр Грозненського благочиння Владикавказької і Махачкалинської єпархій Російської православної церкви. В 2006 був відновлений православний храм Михаїла Архангела.
До 1998 в Грозному існувала громада євангельських християн-баптистів. Нині церква докладає зусиль для відродження громади.

## Міста-побратими
| - — Баку - — Торонто - — Таллінн - — Тулуза - — Тбілісі - — Татабанья |

## Галерея

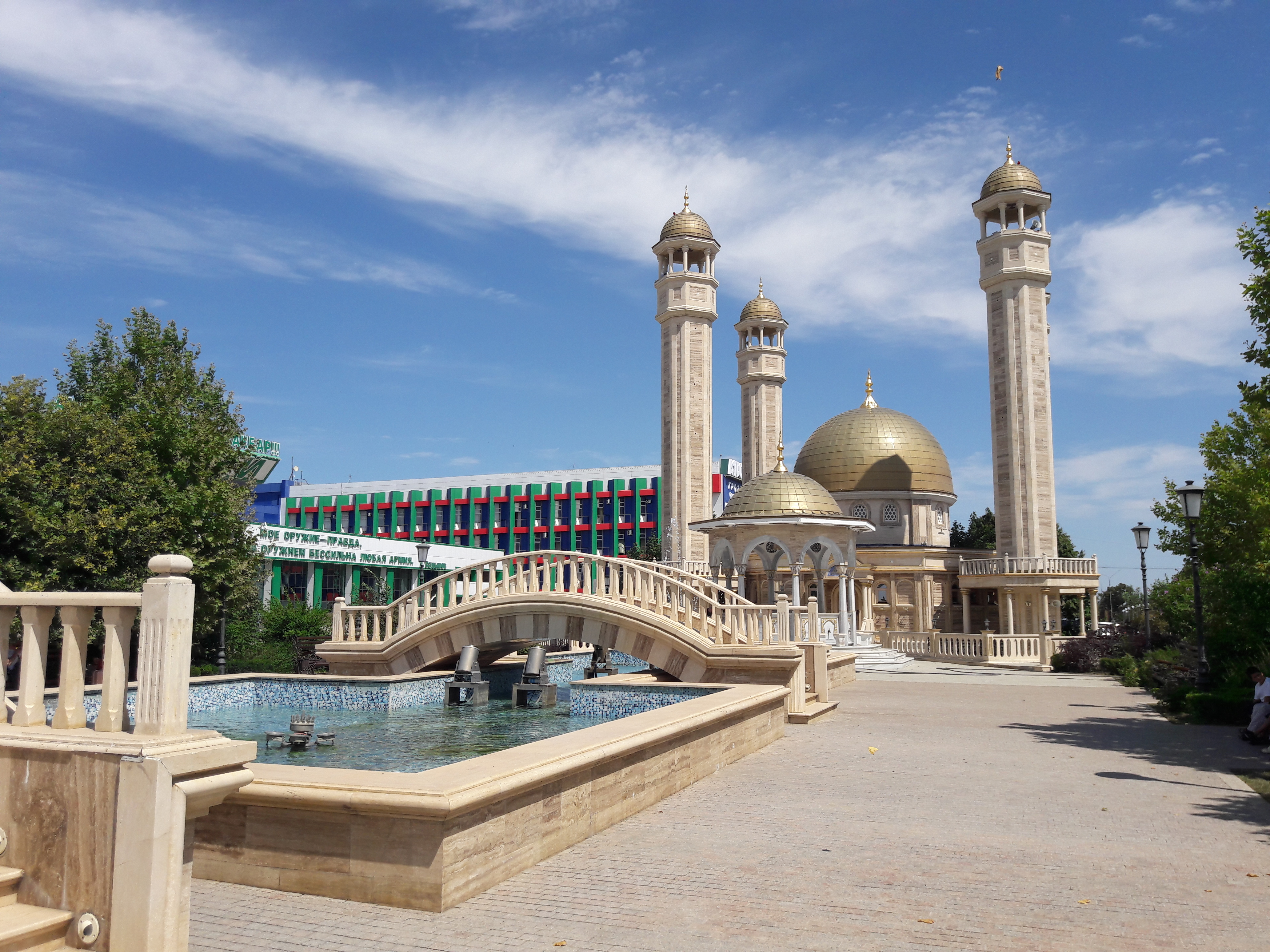
Мечеть поблизу аеропорту Грозного

## Персоналії
- Печернікова Ірина Вікторівна (1945—2020) — радянська і російська актриса театру і кіно.